# 차이쯔젠
차이쯔젠(蔡子健, 채자건, 본명(本名)은 蔡子建, 아명(兒名)은 차이자양(蔡嘉揚, 채가양), 영문명(英文名)은 Ellesmere Choi, Elsmere Choy, 1968년 12월 28일 ~ )은 중화인민공화국 홍콩 특별행정구의 남성 연극배우, 영화배우, 텔레비전 연기자, 방송인이다.

## 생애
중화인민공화국 광둥성 광저우에서 출생하여 지난날 한때 중화인민공화국 광둥성 둥관에서 잠시 유아기를 보낸 적이 있는 그는 1988년 홍콩에서 연극배우로 첫 데뷔하였으며 1994년 텔레비전 드라마에 첫 출연하였고 2003년 홍콩 영화 《Twilight tubes part 3》로 영화배우로 데뷔하였다.

## 학력
- 2006년 홍콩 개방대학교 산업공학과 학사 (1994년 입학. 8년간 휴학. 2006년 학사 학위 취득.)
- 2009년 홍콩 개방대학교 대학원 산업공학과 공학석사